# 김태리 (1993년)
김태리(1993년 8월 16일~)은 대한민국의 영화배우이다.

## 영화
- 2021년 영화 우리는 이별에 서툴러서 - 지현 역